# Buloloa spinicosta
Buloloa spinicosta är en tvåvingeart som beskrevs av Hardy 1986. Buloloa spinicosta ingår i släktet Buloloa och familjen borrflugor. Inga underarter finns listade.